# Sapphire Princess
Die Sapphire Princess ist ein 2004 in Dienst gestelltes Kreuzfahrtschiff der amerikanischen Marke Princess Cruises, die der Carnival Corporation & plc, dem größten Kreuzfahrtunternehmen der Welt, gehört. Das einzige Schwesterschiff ist die Diamond Princess, mit dem es die Gem-Klasse bildet. Die Sapphire Princess hat über 700 Balkonkabinen und den für Princess Cruises typischen Heckpool mit abgestuftem Heck.

## Geschichte
Im Februar 2000 wurde Mitsubishi Heavy Industries Auftrag zum Bau von zwei Kreuzfahrtschiffen für die Reederei Princess Cruises erteilt, die im Juli 2003 und Mai 2004 abgeliefert werden sollten. Der Bau der Diamond Princess, welche im Juli 2003 abgeliefert werden sollte, der späteren Sapphire Princess, begann im Juni 2001.

### Feuer 2002
Am 1. Oktober 2002 brach auf Deck 5 ein Feuer aus, wodurch der Rumpf zu etwa 40 Prozent ausbrannte. Dadurch konnte keine termingerechte Ablieferung mehr gewährleistet werden. Um den Ablieferungstermin annähernd einzuhalten, einigten sich Auftraggeber und Werft darauf, die Namen der Schiffe zu tauschen. Die ursprüngliche Diamond Princess wurde nun als Sapphire Princess weitergebaut. Aus diesem Grund wurde das ursprünglich als Sapphire Princess geplante Schwesterschiff als Diamond Princess mit nur sieben Monaten Verzögerung an die Reederei abgeliefert. Nach der Behebung des Brandschadens konnte die „umgetaufte“ Sapphire Princess zum vereinbarten Zeitpunkt der Ablieferung der Sapphire Princess abgeliefert werden.
Nach der Ablieferung wurde das Schiff am 10. Juni 2004 in Vancouver getauft.